# Betty Abah
Betty Abah, född den 6 mars 1974 i Otukpo i delstaten Benue, är en nigeriansk journalist, författare, samt förespråkare för kvinnors och barns rättigheter. Hon är grundare av och vd för CEE HOPE, en ideell organisation för flickors och barns rättigheter.

## Biografi
Abah föddes i Otukpo, Benue, i sydöstra Nigeria. 1999 tog hon examen i engelska och litteraturvetenskap från University of Calabar, och 2012 tog hon en magisterexamen i engelsk litteratur från University of Lagos.
Abah har arbetat på en rad tidningar och nyhetsredaktioner, däribland The Voice Newspaper i Makurdi, Benue, sedan Newswatch och Tell Magazine (även de i Nigeria), innan hon fortsatte till Rocky Mountain News i Denver, USA. Som författare har hon skrivit Sound of Broken Chains, Go Tell Our King och Mother of Multititudes. När det gäller ideell verksamhet har Abah arbetat med Environmental Rights Action, som är en nigeriansk miljörättsorganisation och medlem av Friends of the Earth International. I sitt miljöarbete har hon fokuserat på kvinnors utsatthet för miljöförstöring och samordnat projekt, bland annat i Nigerdeltat. Sedan CEE-HOPE grundades i december 2013 har hon arbetat i den verksamheten.

## Aktivism

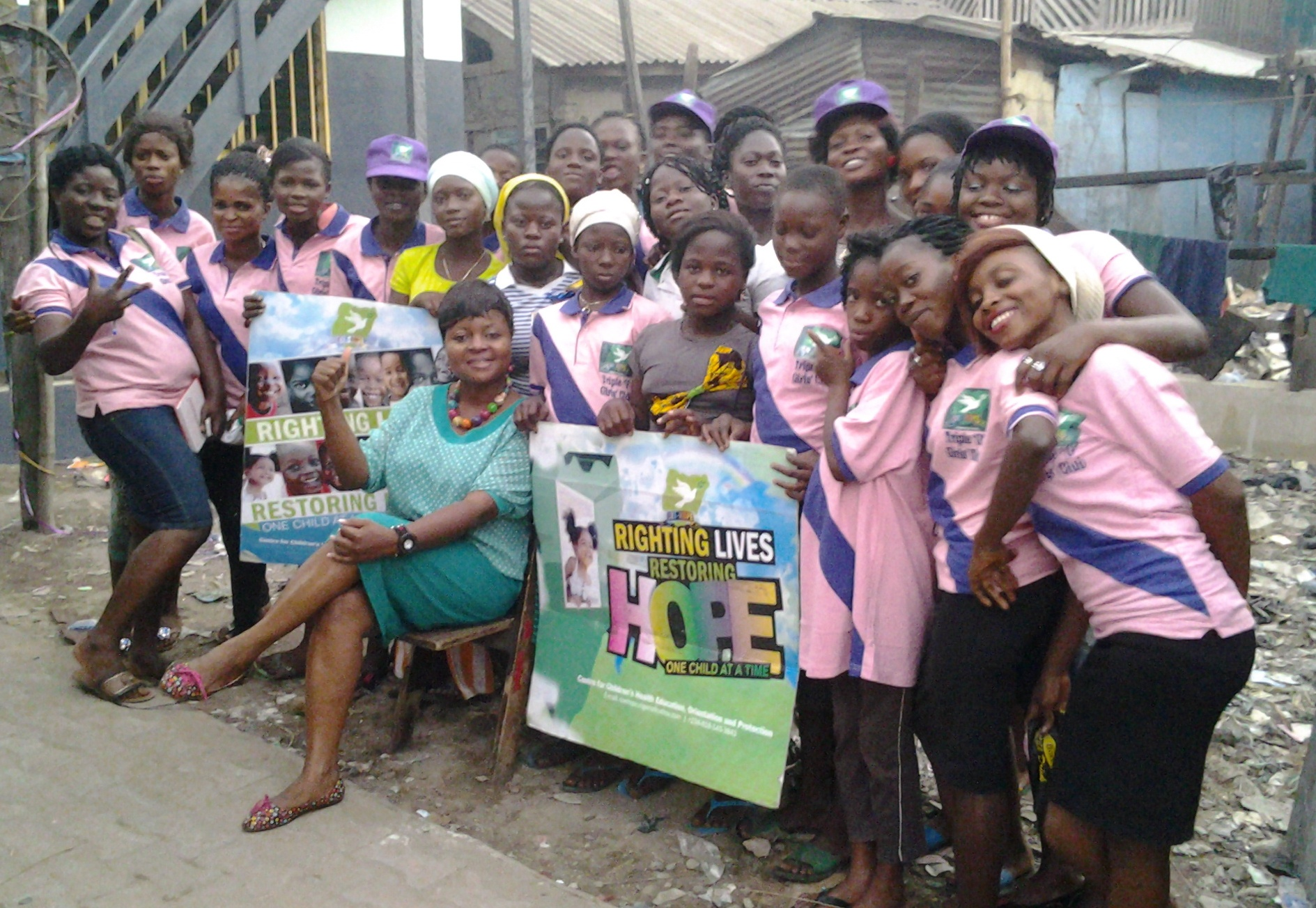
Betty Abah vid ett Wiki loves women-event för ett projekt i Makoko, Nigeria

Som aktivist har Abah protesterat mot flera fall av kränkningar av mänskliga rättigheter. Hon har exempelvis engagerat sig i kampanjen för frigivningen av Chibok-flickorna som kidnappats av terrorgruppen Boko Haram i nordöstra Nigeria, kampanjer för miljörättigheterna för kvinnor i Nigerdeltat, samt frågor som rör tortyr och kidnappning av kvinnor i Nigeria. På internationella mensdagen 2019 förespråkade Abah gratis utdelning av bindor till kvinnor och flickor, med argumentet att eftersom den nigerianska regeringen ger gratis kondomer för sex, bör man också se till att bindor finns tillgängliga för de flickor och kvinnor som behöver det.
När det gäller Chibok-flickorna som kidnappats har Abah kritiserat regeringen hårt för vad hon uppfattar som en handfallenhet gällande barns och kvinnors rättigheter och värdighet.
Hennes aktivism, inte minst sin granskning av FN-relaterad korruption i Nigeria, har lett till att hon hotats vid ett flertal tillfällen.